# 2004 TB358
2004 TB358, também escrito como 2004 TB358, é um objeto transnetuniano que está localizado no Cinturão de Kuiper, uma região do Sistema Solar. Este corpo celeste é classificado como um cubewano. Ele possui uma magnitude absoluta de 7,1 e tem um diâmetro estimado com 101 km.

## Descoberta
2004 TB358 foi descoberto no dia 15 de outubro de 2004 pelo astrônomo Marc W. Buie.

## Órbita
A órbita de 2004 TB358 tem uma excentricidade de 0,074 e possui um semieixo maior de 43,811 UA. O seu periélio leva o mesmo a uma distância de 40,550 UA em relação ao Sol e seu afélio a 47,072 UA.